# Campionati europei di atletica leggera 2018 - Staffetta 4×400 metri femminile
La staffetta 4×400 metri femminile ai campionati europei di atletica leggera 2018 si è svolta tra il 10 e l'11 agosto 2018.

## Podio
| Oro     | Polonia Małgorzata Hołub-Kowalik, Iga Baumgart-Witan, Patrycja Wyciszkiewicz, Justyna Święty, Natalia Kaczmarek*, Martyna Dąbrowska* |
| Argento | Francia Elea-Mariama Diarra, Déborah Sananes, Agnès Raharolahy, Floria Gueï, Estelle Perrossier*                                     |
| Bronzo  | Gran Bretagna Zoey Clark, Anyika Onuora, Amy Allcock, Eilidh Doyle, Finette Agyapong*, Mary Abichi*, Emily Diamond*                  |

### Record
Prima di questa competizione, il record del mondo (RM) e il record dei campionati (RC) erano i seguenti.
| Record                | Prestazione | Atleta                                                                             | Data                               | Competizione   |
| --------------------- | ----------- | ---------------------------------------------------------------------------------- | ---------------------------------- | -------------- |
| Record mondiale       | 3'15"17     | Unione Sovietica Tatyana Ledovskaya, Olga Nazarova, Mariya Pinigina, Olga Bryzgina | 10 agosto 1988 Seul, Corea del Sud | Olimpiadi 1988 |
| Record europeo        | 3'15"17     | Unione Sovietica Tatyana Ledovskaya, Olga Nazarova, Mariya Pinigina, Olga Bryzgina | 10 agosto 1988 Seul, Corea del Sud | Olimpiadi 1988 |
| Record dei campionati | 3'16"87     | Germania Est Kirsten Emmelmann, Sabine Busch, Petra Müller, Marita Koch            | 31 agosto 1986 Stoccarda, Germania | Europei 1986   |

## Risultati

### Batterie
Passano alla finale le prime tre nazioni di ogni batteria (Q) e quelle con i due migliori tempi tra le escluse (q).
| Pos. | Batteria | Nazione       | Atlete                                                                                 | Tempo   | Note                                     |
| ---- | -------- | ------------- | -------------------------------------------------------------------------------------- | ------- | ---------------------------------------- |
| 1    | 1        | Italia        | Maria Benedicta Chigbolu, Ayomide Folorunso, Raphaela Lukudo, Libania Grenot           | 3'27"63 | Q                                        |
| 2    | 1        | Gran Bretagna | Zoey Clark, Finette Agyapong, Mary Abichi, Emily Diamond                               | 3'28"12 | Q                                        |
| 3    | 2        | Polonia       | Małgorzata Hołub-Kowalik, Patrycja Wyciszkiewicz, Natalia Kaczmarek, Martyna Dąbrowska | 3'28"52 | Q                                        |
| 4    | 2        | Francia       | Elea-Mariama Diarra, Agnès Raharolahy, Déborah Sananes, Estelle Perrossier             | 3'28"61 | Q                                        |
| 5    | 2        | Belgio        | Camille Laus, Cynthia Bolingo, Justien Grillet, Hanne Claes                            | 3'30"62 | q                                        |
| 6    | 1        | Germania      | Nadine Gonska, Corinna Schwab, Karolina Pahlitzsch, Hannah Mergenthaler                | 3'31"77 | Q                                        |
| 7    | 2        | Romania       | Andrea Miklós, Cristina Daniela Balan, Sanda Belgyan, Bianca Răzor                     | 3'31"95 | q                                        |
| 8    | 1        | Slovacchia    | Emma Zapletalová, Iveta Putalová, Daniela Ledecká, Alexandra Bezeková                  | 3'32"11 | q                                        |
| 9    | 2        | Svezia        | Matilda Hellqvist, Moa Hjelmer, Josefin Magnusson, Lisa Duffy                          | 3'32"61 | Miglior prestazione personale stagionale |
| 10   | 1        | Svizzera      | Fanette Humair, Robine Schürmann, Rachel Pellaud, Yasmin Giger                         | 3'32"86 |                                          |
| 11   | 1        | Spagna        | Laura Bueno, Herminia Parra, Carmen Sánchez, Aauri Bokesa                              | 3'33"18 |                                          |
| 12   | 1        | Portogallo    | Rivinilda Mentai, Joceline Monteiro, Cátia Azevedo, Dorothé Évora                      | 3'33"35 | Miglior prestazione personale stagionale |
| 13   | 2        | Grecia        | Anna Vasiliou, Despina Mourta, Evaggelía Zigori, Irini Vasiliou                        | 3'34"69 |                                          |
| 14   | 1        | Irlanda       | Sinead Denny, Sophie Becker, Davicia Patterson, Claire Mooney                          | 3'35"96 | Miglior prestazione personale stagionale |
| 15   | 2        | Lituania      | Eva Misiūnaitė, Modesta Morauskaitė, Gabija Galvydytė, Erika Krūminaitė                | 3'37"73 |                                          |
|      | 2        | Ucraina       | Kateryna Klymyuk, Mariya Mykolenko, Anastasiia Bryzgina, Tetyana Melnyk                | dq      |                                          |

### Finale
| Pos. | Corsia | Nazione       | Atlete                                                                               | Tempo   | Note                                     |
| ---- | ------ | ------------- | ------------------------------------------------------------------------------------ | ------- | ---------------------------------------- |
|      | 5      | Polonia       | Małgorzata Hołub-Kowalik, Iga Baumgart-Witan, Patrycja Wyciszkiewicz, Justyna Święty | 3'26"59 |                                          |
|      | 4      | Francia       | Elea-Mariama Diarra, Déborah Sananes, Agnès Raharolahy, Floria Gueï                  | 3'27"17 |                                          |
|      | 6      | Gran Bretagna | Zoey Clark, Anyika Onuora, Amy Allcock, Eilidh Doyle                                 | 3'27"40 |                                          |
| 4    | 8      | Belgio        | Cynthia Bolingo, Hanne Claes, Justien Grillet, Camille Laus                          | 3'27"69 | Record nazionale                         |
| 5    | 3      | Italia        | Maria Benedicta Chigbolu, Ayomide Folorunso, Raphaela Lukudo, Libania Grenot         | 3'28"62 |                                          |
| 6    | 7      | Germania      | Nadine Gonska, Laura Müller, Karolina Pahlitzsch, Hannah Mergenthaler                | 3'30"33 | Miglior prestazione personale stagionale |
| 7    | 1      | Romania       | Andrea Miklós, Cristina Daniela Balan, Sanda Belgyan, Bianca Răzor                   | 3'32"15 |                                          |
| 8    | 2      | Slovacchia    | Emma Zapletalová, Iveta Putalová, Daniela Ledecká, Alexandra Bezeková                | 3'32"22 |                                          |